# Luca Ghini
Luca Ghini, född 1490 i Casalfiumanese, död 4 maj 1566 i Bologna, var en italiensk läkare och botaniker. Han var herbariets och den botaniska trädgårdens upphovsman. Auktorsnamnet Ghini kan användas för Luca Ghini i samband med ett vetenskapligt namn inom botaniken; se Wikipediaartiklar som länkar till auktorsnamnet.

## Biografi
Efter examen i filosofi och medicin vid Universitetet i Bologna 1527, fortsatte han forska i medicin. 1534 blev han Cosimo I de' Medicis medikus, och fortsatte sin gärning därefter i Pisa där han fick tjänst vid universitetet. Sedan blev han professor i botanik i Bologna.
1543 grundade han Orto dei semplici, den botaniska trädgården i Pisa, den första botaniska trädgården i världen. De närmaste århundradena skulle sådana anläggas i hela Europa och bli kärnan till medicin- och naturvetenskaperna. Två år senare grundade han den botaniska trädgården i Florens, men fortsatte vara chef vid trädgården i Pisa. Han efterträddes på den posten av sin förre student, Andrea Cesalpino.
Luca Ghini kom även på en metod att konservera växter, och katalogisera dem. 1544 skapade han världens första herbarium.